# Kalanchoe salazarii
Kalanchoe salazarii är en fetbladsväxtart som beskrevs av R.-hamet. Kalanchoe salazarii ingår i släktet Kalanchoe och familjen fetbladsväxter. Inga underarter finns listade i Catalogue of Life.